# Shawbury
Shawbury è un villaggio e parrocchia civile dell'Inghilterra, appartenente alla contea dello Shropshire.